# 512
512（五百十二、ごひゃくじゅうに）は、自然数または整数において、511の次で513の前の数である。

## 性質
- 512 は合成数であり、約数は1, 2, 4, 8, 16, 32, 64, 128, 256, 512である。
  - 約数の和は1023。
  - 約数の和が奇数になる38番目の数である。1つ前は484、次は529。
  - 約数を10個もつ13番目の数である。1つ前は496、次は567。
- 512 = 29
  - 2番目の9乗数である。1つ前は1、次は19683。
  - 9番目の2の累乗数である。1つ前は256、次は1024。
- 512 = 83
  - 8番目の立方数である。1つ前は343、次は729。
  - n = 3 のときの 8n の値とみたとき1つ前は64、次は4096。
- 133番目のハーシャッド数である。1つ前は511、次は513。
  - 8を基とする6番目のハーシャッド数である。1つ前は440、次は800。
  - 立方数がハーシャッド数になる5番目の数である。1つ前は216、次は1000。
  - 立方数のハーシャッド数の中で各位の和 (5 + 1 + 2 = 8) と n 3 の n が等しい2番目のハーシャッド数である。1つ前は1、次は4913。(オンライン整数列大辞典の数列 A061209)
  - 510～513までハーシャッド数が4連続する最小の数である。ただし1桁の1～10を除く。次は1014～1017。
- 512 = 232
  - n = 3 のときの 2n 2 の値とみたとき1つ前は16、次は65536。(オンライン整数列大辞典の数列 A002416)
  - nnn の形で表せる4番目の数である。1つ前は81、次は19683。
- 512 = 1 × 8 × 64
  - 初項 1、公比 8 の等比数列における第3項までの総乗である。1つ前は8、次は262144。(オンライン整数列大辞典の数列 A109966)
    - この値は n = 3 のときの 8n (n & minus;1)/2 の値である。
- 512 = (2 × 4)3
  - n = 4 のときの (2n)3 の値とみたとき1つ前は216、次は1000。(オンライン整数列大辞典の数列 A016743)
  - n = 2 のときの (4n)3 の値とみたとき1つ前は64、次は1728。(オンライン整数列大辞典の数列 A016803)
- 512 = 8 × 82
  - n = 8 のときの 8n2 の値とみたとき1つ前は392、次は648。(オンライン整数列大辞典の数列 A139098)
- 512 = 2 × 162
  - n = 16 のときの 2n2 の値とみたとき1つ前は450、次は578。(オンライン整数列大辞典の数列 A001105)
- 512 = 44 + 44
  - 11番目のレイランド数である。1つ前は368、次は593。
  - n = 4 のときの 4n + n 4 の値とみたとき1つ前は145、次は1649。(オンライン整数列大辞典の数列 A001589)
- 512 = 2 × 44
  - n = 4 のときの 2n 4 の値とみたとき1つ前は162、次は1250。(オンライン整数列大辞典の数列 A244730)
  - n = 4 のときの 2n n の値とみたとき1つ前は54、次は6250。(オンライン整数列大辞典の数列 A013499)
- 512 = 29 × 30
  - 2i × 3 j (i ≧ 0, j ≧ 0) の形で表せる34番目の数である。1つ前は486、次は576。(オンライン整数列大辞典の数列 A003586)
- 512 = 29 × 50
  - 2i × 5 j (i ≧ 0, j ≧ 0) の形で表せる24番目の数である。1つ前は500、次は625。(オンライン整数列大辞典の数列 A003592)
- {\displaystyle {\frac {512}{163}}=3.141104...}は π の近似値である。
- n = 512 のとき n × 2n − 1 の形のウッダル数 512 × 2512 − 1 は素数である。このような性質を持つ立方数の中では512が最小である。
- 29 + 92 = 512 + 81 = 593, 29 − 92 = 512 − 81 = 431 でありこれらはともに素数である。2n ± n2 が素数になる最小の 2n の数である。
- 各位の積が10になる7番目の数である。1つ前は251、次は521。(オンライン整数列大辞典の数列 A199990)
- 完全数33550336の約数である。
  - 完全数の約数とみたとき23番目の数である。1つ前は508、次は1016。(オンライン整数列大辞典の数列 A096360)
- 512 = 242 − 64
  - n = 24 のときの n 2 − 64 の値とみたとき1つ前は465、次は561。(オンライン整数列大辞典の数列 A098849)
- 約数の和が512になる数は1個ある。(381) 約数の和1個で表せる100番目の数である。1つ前は511、次は518。
- 各位の和が8になる37番目の数である。1つ前は503、次は521。

## その他 512 に関連すること
- 西暦512年
- 紀元前512年
- フェラーリの車種
  - フェラーリ・512BB
  - フェラーリ・512TR
- 512ビットや512バイトは、二進数や十六進数できりのいいデータ量であるため、コンピュータ関連の規格や仕様で頻出する。
  - WindowsやMS-DOSの環境では、1セクターあたり512バイトであることが多い。
- 四川大地震は、現地時間2008年5月12日14時28分に発生した事から「512地震」とも表記される。
- 5 1/2は、米米CLUBのアルバム。